# Clytia attenuata
Clytia attenuata är en nässeldjursart som först beskrevs av William Wirt Calkins 1899.  Clytia attenuata ingår i släktet Clytia och familjen Campanulariidae. Inga underarter finns listade i Catalogue of Life.